# James Thomson (poeta)
James Thomson (c. 11 de setembro de 1700 - 27 de agosto de 1748) foi um poeta e dramaturgo escocês, conhecido por seus poemas The Seasons e The Castle of Indolence e pela letra de " Rule, Britannia! "

## Escócia, 1700–1725
James Thomson nasceu em Ednam em Roxburghshire por volta de 11 de setembro de 1700 e foi batizado em 15 de setembro. Ele era o quarto de nove filhos de Thomas Thomson e Beatrix Thomson (nascida Trotter). Beatrix Thomson nasceu em Fogo, Berwickshire e era um parente distante da casa de Hume. Thomas Thomson foi o ministro presbiteriano de Ednam até oito semanas após o nascimento de Thomson, quando foi admitido como ministro de Southdean, onde Thomson passou a maior parte de seus primeiros anos.
Thomson pode ter frequentado a escola paroquial de Southdean antes de ir para a escola primária em Jedburgh em 1712. Ele falhou em se distinguir lá. Shiels, seu primeiro biógrafo, escreve: 'longe de parecer possuir um gênio brilhante, [Thomson] era considerado por seu mestre-escola e por aqueles que dirigiram sua educação como sendo realmente sem uma parte comum de partes'. Ele foi, no entanto, encorajado a escrever poesia por Robert Riccaltoun (1691–1769), um fazendeiro, poeta e ministro presbiteriano; e Sir William Bennet (falecido em 1729), um laird whig que era patrono de Allan Ramsay.   Embora alguns dos primeiros poemas de Thomson tenham sobrevivido, ele queimou a maioria deles no dia de ano novo de cada ano.
Thomson ingressou no College of Edinburgh no outono de 1715, destinado ao ministério presbiteriano. Em Edimburgo estudou metafísica, lógica, ética, grego, latim e filosofia natural. Ele completou seu curso de artes em 1719, mas optou por não se formar, em vez disso, entrou no Divinity Hall para se tornar um ministro.  Em 1716, Thomas Thomson morreu, com a lenda local dizendo que ele foi morto enquanto realizava um exorcismo. Em Edimburgo, Thomson tornou-se membro do Grotesque Club, um grupo literário, e conheceu seu amigo de longa data David Mallet . Após a publicação bem-sucedida de alguns de seus poemas no "Edinburgh Miscellany", Thomson seguiu Mallet para Londres em fevereiro de 1725 em um esforço para publicar seus versos.

## Londres, 1725–1727
Em Londres, Thomson tornou-se tutor do filho de Charles Hamilton, Lord Binning, por meio de conexões do lado materno da família. Através de David Mallet, um poeta publicado em 1724, Thomson conheceu os grandes poetas ingleses da época, incluindo Richard Savage, Aaron Hill e Alexander Pope. A mãe de Thomson morreu em 12 de maio de 1725, na época em que ele escreveu 'Winter', o primeiro poema de The Seasons. "Winter" foi publicado pela primeira vez em 1726 por John Millian, com uma segunda edição sendo lançada (com revisões, acréscimos e um prefácio) no mesmo ano.
Em 1727, Thomson estava trabalhando em "Summer", publicado em fevereiro, e trabalhava na Watt's Academy, uma escola para jovens cavalheiros e um bastião da ciência newtoniana. No mesmo ano, Millian publicou um poema de Thomson intitulado "Um Poema para a Memória de Sir Isaac Newton" (que morreu em março). Deixando a Watt's Academy, Thomson esperava ganhar a vida com sua poesia, ajudado por adquirir vários patronos ricos, incluindo Thomas Rundle, a condessa de Hertford e Charles Talbot, 1º Barão Talbot.

## Vida posterior, 1728–1748

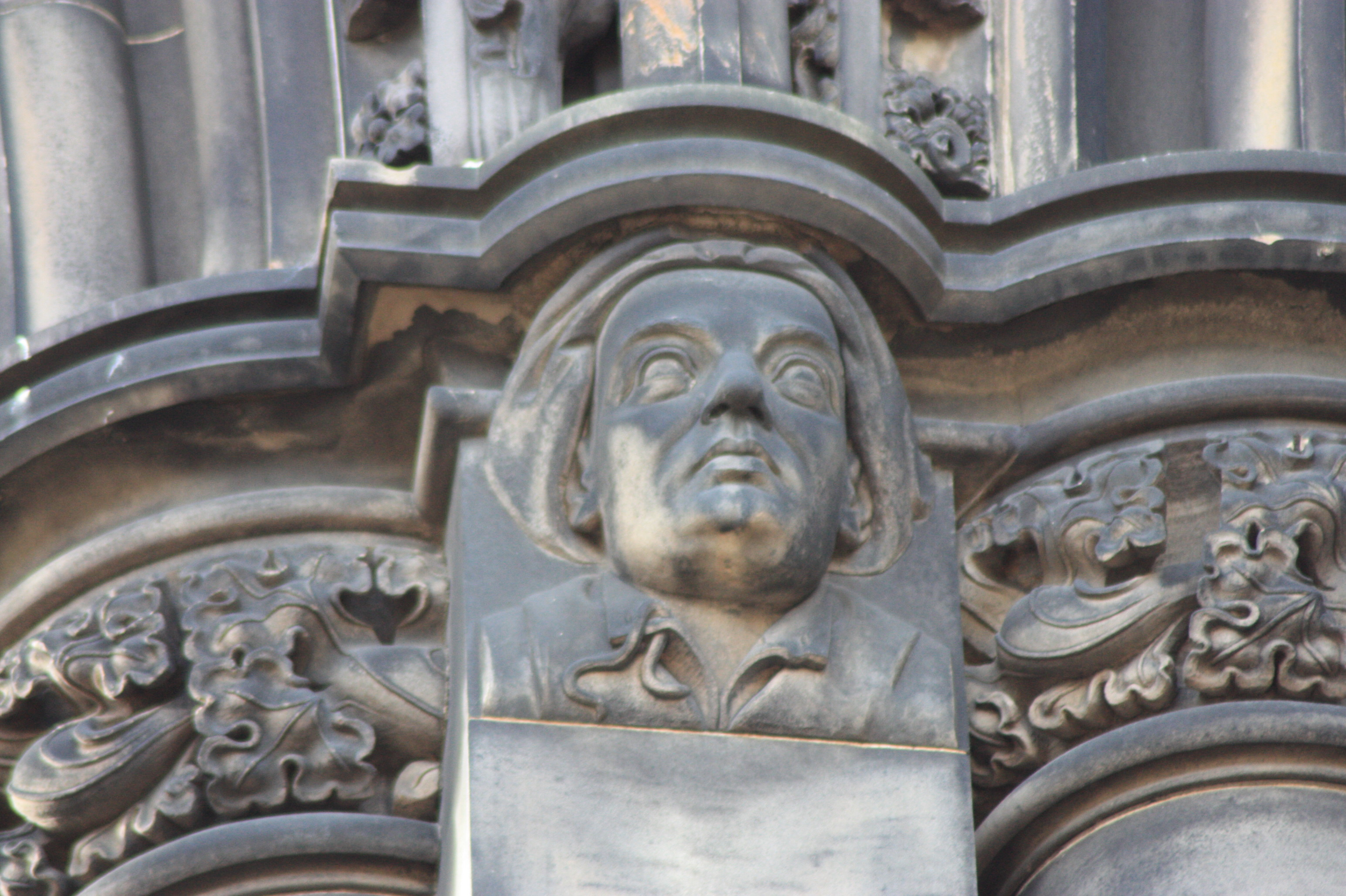
O poeta James Thomson como retratado no Monumento Scott

Ele escreveu "Primavera" em 1728 e finalmente "Outono" em 1730, quando o conjunto de quatro foi publicado como The Seasons . Durante este período, ele também escreveu outros poemas, como "To the Memory of Sir Isaac Newton", e sua primeira peça, Sophonisba (1730). Este último é mais conhecido hoje por sua menção em Lives of the English Poets de Samuel Johnson, onde Johnson registra aquela linha 'débil' do poema - "O, Sophonisba, Sophonisba, O!" foi parodiado pelos abalos do teatro como, "O, Jemmy Thomson, Jemmy Thomson, O!"
Em 1730, tornou-se tutor do filho de Sir Charles Talbot, então procurador-geral, e passou quase dois anos na companhia do jovem em uma viagem pela Europa. Em seu retorno, Talbot providenciou para que ele se tornasse secretário na chancelaria, o que lhe deu segurança financeira até a morte de Talbot em 1737. Enquanto isso, apareceu sua próxima grande obra, Liberty (1734). Este é um longo monólogo da "Deusa da Liberdade", descrevendo suas viagens pelo mundo antigo e, em seguida, pela história inglesa e britânica, antes da resolução da Revolução Gloriosa de 1688. Em 1738, sua tragédia Agamemnon foi tocada em Drury Lane e no ano seguinte ele escreveu um prólogo quando o Mustapha de Mallet foi apresentado lá.
Anos depois, Thomson viveu em Richmond upon Thames, e foi lá que escreveu sua última obra , The Castle of Indolence, que foi publicada pouco antes de sua morte prematura em 27 de agosto de 1748. Johnson escreve sobre a morte de Thomson, "ao se resfriar na água entre Londres e Kew, ele contraiu um distúrbio que, com alguma exasperação descuidada, terminou em uma febre que pôs fim à sua vida". Ele está enterrado na igreja de Santa Maria Madalena em Richmond.
Uma disputa sobre os direitos de publicação de uma de suas obras, The Seasons, deu origem a duas importantes decisões judiciais ( Millar v. Taylor; Donaldson v. Beckett ) na história do copyright .